# ハンツー×トラッシュ
『ハンツー×トラッシュ』は、こばやしひよこによる日本の漫画。『週刊ヤングマガジン』（講談社）2012年34号から2020年6号まで連載された。

## あらすじ
旧都高校へ入学したハマジこと浜路洋平は、部活動やこれといった目標もなく、ただ漠然と平凡な日々を過ごしていた。そんな中、上級生の中島から水球部へ勧誘される。その際、中島の提示した「（水球部の女子部員を)触り放題・揉み放題」という内容に目がくらみ、ハマジは不純な動機を抱いたまま入部を決意する。

## 登場人物
- 「声」は特記ない場合はドラマCD・OVA共通。

### 主要人物
浜路洋平（はまじ ようへい）
声 - 内田雄馬
本作の主人公。高校1年生。通称「ハマジ」。ポジションは左ドライバー。身長173センチメートル。
ツンツンと尖った髪に三白眼が特徴。三枚目的な性格をしており、年相応に性欲旺盛。高校入学後、荒んだ日常を送っていたが、中島の勧誘を受けて入部。
当初は千聖に好意を寄せていたが、フラれたのを機に真紀と付き合い始めたが、こちらも決定的な関係を築けずにいる。また、千聖に対する気持ちも少なからず残っており、時折彼女に対して想いを馳せることもある。
なお、高校生の中でも数少ない飛びつきの高さを持ち、それを活かしたパンツー（ハンツー）シュートを得意とする。
萩原千聖（はぎわら ちさと）
声 - 内田真礼
本作のヒロイン。高校2年生。水球部のエース。
ボーイッシュな体育会系の美少女。可憐な外見とは裏腹に、男を寄せ付けない堅物で有名。ハマジに対しても当初は突き放したような言動を取っていた。
しかし、居残り練習に付き合ったり、水球の本を買ってあげるなど何かと気にかけている内にハマジに恋心を抱いていく。
性格は分かりやすく単純で、篠崎に恋愛経験がないことや初恋の相手がハマジであるということを見破られた。
実力は高いが、他校の選手と比べて突出したポテンシャルがない。それを補おうと猛特訓した末、肩を故障したこともある。
速水真紀（はやみ まき）
声 - 山北早紀
本作のもう1人のヒロイン。高校1年生。ハマジと同じく新入部員。
作中最大の巨乳を持つグラマーな美少女。元陸上部で運動神経に恵まれている。巨乳が原因で陸上部を辞めようとしていた折、優しく接してくれたハマジの人柄に惚れ込み、急接近して付き合い始める。
クリスマスの聖夜、ハマジとラブホテルで一線を越える寸前にまで至るが、挿入の痛みに耐えかねて中断。
その後は自宅で初体験をしかけたが、それを見た父親がショックを受けてひどく落ち込んだため、水球部を退部しハマジとは距離を置くことにした。
退部して間もなく、今度は美術部に所属している。

### 旧都高水球部

#### 男子部員
中島（なかじま）
声 - 松本健太
2年生。ポジションはフローターバック。身長170センチメートル。常にサングラスを掛け、非常に老けたヤンキー風の顔つきが特徴。
浜路を誘った張本人。普段は妄想で千聖との間に5人の子供を作っているなどハマジ以上にエロい事ばかり考えている。水着が透けるビデオカメラや大量のエロDVDなどを部室に置いている。
しかし、ハマジの居残り練習に付き合ったり、落ち込んだ部員を様々な手段で励まそうとしたりするなど面倒見は良い。モデルは中西学。
塩田
声 - 鈴木晴久
2年生。ポジションは右ドライバー。身長175センチメートル。坊主頭が特徴。合宿の宴会時、酒に酔った勢いで雨宮に告白してしまい、覗きをしたことがバレて彼女から軽蔑されてしまう。その後は傷心して屍のようになりかけるが、告白には成功し雨宮と付き合うこととなった。速水と付き合っているハマジを「師匠」や「先生」「老師」と呼び何かとアドバイスを求める。性格は基本的にヘタレ。
堀口
声 - 小林康介
2年生。ポジションはゴールキーパー。身長169センチメートル。小太りな体型が特徴。
基本的にネガティブでぐちぐちうるさい。大量のギャルゲーを部室に置いている。
真紀に好意を抱いており、ケガした彼女を介抱したり、落ち込んでいる彼女を励ましたりした。
最終的に映画に誘って彼女に告白しようとしたが、彼女とハマジがキスするところを目撃して失恋に終わった。
中元
声 - 髙橋孝治（ドラマCD）
2年生。ポジションは左ドライバー。身長180センチメートル。セミロングの金髪（OVAでは黒髪）と痩せた体型が特徴。
大量のオナニーコレクションを部室に置いている。文化祭の失敗を引きずったハマジが部活に来なくなった際には、そんなことお構いなしに中島と海パンジャンケンをして他の部員と盛り上がった。
山城
声 - 山下誠一郎（OVA）
2年生。ポジションは右ドライバー。身長170センチメートル。原作では黒髪だが、OVAでは茶髪に変更されている。大量の盗撮データを部室に置いている。
木下
2年生。ポジション、身長ともに不明。茶髪の癖毛が特徴。速水が入部した際には真っ先に盗撮しようとした。
真野（まの）
2年生。ポジションはフローター。身長185センチメートル。大柄な体型とガラの悪さが特徴。
中学まで有名な水球の選手で全国大会に出場した経歴があり、「爆撃王」の異名を持つ。
水泳部のエースとして活躍していたが、中学時代に萩原に告白して振られたことのリベンジを果たすため一時的に入部する。
長らく登場していなかったが、千聖が肩を故障した際は誰よりも早く異変に気づき、ハマジに注視するよう伝えた。

#### 女子部員
篠崎舞衣（しのざき まい）
声 - 久保ユリカ
1年生。レズビアンで千聖に恋心を抱き、校舎からいつも練習を見ていた所を千聖に誘われて入部した。
中学でのトラウマがあり、男嫌いに陥っている。しかし、ハマジとは共に素人同士、千聖好き同士で切磋琢磨し合い、実力を身に付けていった。
千聖への告白は失敗に終わるが、水球を覚えてきたということもあり部には残り、千聖の良き相談相手となり彼女の恋をサポートする。
雨宮（あまみや）
声 - 巽悠衣子（OVA）
2年生。ロケット乳を持つ明るいムードメーカー。何だかんだ塩田のことは好きらしく、ぎこちない関係ながら付き合っている。
梅田
声 - 原田彩楓（OVA）
2年生。通称「梅ちゃん」。萩原と仲がよく、部活が終わった後は2人で帰っている。

#### 顧問
寺田
水泳部兼水球部の顧問。須磨大学出身で大学時代は競泳の選手だった。
小学校1年生の時に水泳大会で金メダルを取り「木更津のトビウオ」と呼ばれたことを誇りにしている。
しかし、水球の実力は無いに等しく、美好が教員採用試験に受かった際は部員から信用を得られていない自分は用無しだと落ち込んでいた。
その後は、好意を抱いている相手の美好から水球に関してレクチャーをしてもらい自信をつける。
アイドル好きでもあり、水球部のクリスマス会では自分のカラオケセットを持ってきて1人で熱唱した。
美好 まなみ（みよし まなみ）
声 - 伊藤静
大学生。旧都高OGで水球部の元エース。教育実習で須藤高校に訪れ、それ以降もたびたび顔を出している。
貞操観念が緩く、童貞狩りを趣味としている。持ち前のセクシーな肢体を晒し、ハマジや寺田を過激なレクチャーで誘惑する。
また、現役時代は勝つためにはどんな手段でも使う熱く激しいプレーで他校から恐れられていた。

### 須堂高校水球部
清水
中学時代に真野と何度も対戦しているが、真野本人は覚えていなかった。
中西
自分の顔をゴリラと馬鹿にされるとムキになって怒る一面を持つ。
夏田
須藤高水球部監督。

### 中澤高校水球部
羽山
将来の日本代表と評される実力を持つ。顔も良く女子からの人気も高い。

### 須磨大学水球部
新井
ポジションはフローターバック。小川監督からは千聖に得点されることだけを阻止するよう指示されている。
小川
日本代表選手を何人も輩出している須磨大学水球部の監督。世界で戦える選手を育てるという夢を持つ。寺田とも同期。
千聖が須磨大学水球部に相応しいかを新井らとの実戦で判断した。その後、速水のプレーを見て千聖よりも彼女に興味を持つようになる。

### その他
ハマジの兄（仮称）
大学生。眼鏡をかけている。弟の動向を心配している。
速水 悠太（はやみ ゆうた）
真紀の弟。中学生。最近、姉とハマジの進展具合が気になっている。
速水の父
真紀に対して厳しく接し、門限を決めたりして真紀の恋を邪魔していたが、ハマジと真紀が一緒にいるのを目撃した際はひどくショックを受けた。
ユリカ
失恋した堀口を盛り上げるために中島が企画した合コンに参加した女子大生。学年は2年。
フラれても千聖の写真をスマホに大量保存しているハマジと同じく、「別れても好き」という理由で元カレの画像を捨てられず持っていたため共感する。
エミ
ユリカと同じく合コンに参加した女子大生。学年は2年。空手の有段者でもあり、一緒に帰った中島の顔面に一撃食らわせた。

## 書誌情報
- こばやしひよこ 『ハンツー×トラッシュ』講談社〈ヤンマガKC〉、全18巻
  1. 2013年1月4日発行 ISBN 978-4-06-382248-9
  2. 2013年4月5日発行 ISBN 978-4-06-382278-6
  3. 2013年8月6日発行 ISBN 978-4-06-382341-7
  4. 2013年12月6日発行 ISBN 978-4-06-382389-9
  5. 2014年5月2日発行 ISBN 978-4-06-382453-7
  6. 2014年9月5日発行 ISBN 978-4-06-382514-5
  7. 2015年3月6日発行 ISBN 978-4-06-382560-2
  8. 2015年10月6日発行 ISBN 978-4-06-382665-4
    - DVD付き限定版 同日発行 ISBN 978-4-06-362314-7

  9. 2016年2月5日発行 ISBN 978-4-06-382730-9
  10. 2016年6月6日発行 ISBN 978-4-06-382797-2
    - DVD付き限定版 同日発行 ISBN 978-4-06-362333-8

  11. 2016年11月4日発行 ISBN 978-4-06-382877-1
    - DVD付き限定版 同日発行 ISBN 978-4-06-362342-0

  12. 2017年5月2日発行 ISBN 978-4-06-382945-7
    - 限定版 同日発行 ISBN 978-4-06-397033-3

  13. 2017年10月6日発行 ISBN 978-4-06-510254-1
    - 限定版 同日発行 ISBN 978-4-06-510478-1

  14. 2018年3月6日発行 ISBN 978-4-06-511077-5
    - 限定版 同日発行 ISBN 978-4-06-511183-3

  15. 2018年8月6日発行 ISBN 978-4-06-512409-3
    - 原画ポストカード付き限定版 同日発行 ISBN 978-4-06-512410-9

  16. 2019年2月6日発行 ISBN 978-4-06-514157-1
    - 小冊子付き限定版 同日発行 ISBN 978-4-06-515005-4

  17. 2019年6月6日発行 ISBN 978-4-06-516127-2
    - 小冊子付き限定版 同日発行 ISBN 978-4-06-516130-2

  18. 2020年3月6日発行 ISBN 978-4-06-518815-6
    - 小冊子付き限定版 同日発行 ISBN 978-4-06-518814-9
- こばやしひよこ 『ハンツー×トラッシュ とってもエッチな読み切り集』講談社〈KCデラックス〉、全1巻
  1. 2020年3月6日発行 ISBN 978-4-06-518822-4

## OVA
単行本第8巻・第10巻・第11巻の各限定版の付録DVDとして制作された。主要キャストは、単行本第7巻限定版の付録ドラマCDと同じである。

### スタッフ
- 監督・コンテ - 斎藤久
- 脚本 - 大知慶一郎
- キャラクターデザイン・演出・作画監督 - 浅野直之
- 音響監督 - 森下広人
- 美術監督 - ヘッドワークス、永吉幸樹
- 美術設定 - ヘッドワークス、佐藤正浩
- 編集 - 吉武将人
- 製作 - 松下卓也、吉田昌平
- プロデューサー - 五味秀晴、秋田規行
- アニメーションプロデューサー - 永井理
- アニメーション制作 - フッズエンタテインメント

### 主題歌
「ハチャメチャ×ストライク」
作詞・作曲・編曲 - 4sk（Hifumi,inc）/ 歌 - i☆Ris